# Madera
La madera es el material que constituye la mayoría del tronco de árbol. Se compone de fibras de celulosa unidas con lignina. Una vez cortada y seca, la madera se utiliza en construcción de edificios e, históricamente, en medios de transporte como barcos o carruajes, en la elaboración de muebles y otros elementos. Al usarla de combustible se la denomina leña. También se usa para fabricar pulpa o pasta, materia prima para hacer papel.

## Etimología
Madera, voz patrimonial del latín materia ‘madera de árbol’, ‘madera de construcción’, ‘materiales’, ‘materia’. Del mismo origen que materia (V.), mantiene la acepción latina más restringida de ‘sustancia dura y fibrosa de los árboles’.

## Estructura del tronco

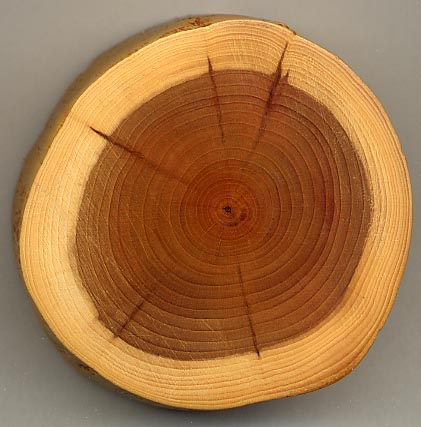
Sección de una rama de tejo con 27 anillos de crecimiento anuales, en color pálido la albura, de color más oscuro el duramen y el centro casi negro de la médula. Las líneas oscuras radiales son pequeños nudos.

Analizando un tronco desde el exterior hasta el centro se encuentran distintas estructuras con distinta función y características.
- Corteza externa: es la capa más externa del árbol. Está formada por células muertas del mismo árbol. Esta capa sirve de protección contra los agentes atmosféricos.
- Cambium: es la capa que sigue a la corteza y da origen a otras dos capas: la capa interior o capa de xilema, que forma la madera, y una capa exterior o capa de floema, que forma parte de la corteza.
- Albura: es la madera de más reciente formación y por ella viajan la mayoría de los compuestos de la savia. Las células transportan la savia, que es una sustancia azucarada con la que algunos insectos se pueden alimentar. Es una capa más blanca porque por ahí viaja más savia que por el resto del tronco.
- Duramen (corazón): es la madera dura y consistente. Está formada por células fisiológicamente inactivas y se encuentra en el centro del árbol. Es más oscura que la albura y la savia ya no fluye por ella.
- Médula vegetal: es la zona central del tronco, que posee escasa resistencia, por lo que, generalmente no se utiliza.

Los troncos de los árboles crecen año tras año, formando anillos concéntricos correspondientes al diferente crecimiento de la biomasa según las estaciones, Las plantas que no producen madera se les conoce como herbáceas.

## Propiedades químicas de la madera
En composición media se constituye de un 50 % de carbono (C), un 42 % de oxígeno (O), un 6 % de hidrógeno (H) y el 2 % restante de nitrógeno (N) y otros elementos.
Los componentes principales de la madera son la celulosa, un polisacárido que constituye alrededor de la mitad del material total, la lignina (aproximadamente un 25 %), que es un polímero resultante de la unión de varios ácidos y alcoholes fenilpropílicos y que proporciona dureza y protección, y la hemicelulosa (alrededor de un 25 %) cuya función es actuar como unión de las fibras. Existen otros componentes minoritarios como resinas, ceras, grasas y otras sustancias.

### Celulosa

Enlaces de hidrógeno entre cadenas contiguas de celulosa

La celulosa es un polisacárido estructural formado por glucosa que forma parte de la pared de las células vegetales. Su fórmula empírica es (C6H10O5)n, con el valor mínimo de n = 200. 
Sus funciones son las de servir de esqueleto a la planta y la de darle una protección vegetal. Es muy resistente a los agentes químicos, insoluble en casi todos los disolventes y además inalterable al aire seco, su temperatura de astillado a presión de un bar es aproximadamente de unos 232,2 °C.
La celulosa es un polisacárido estructural en las plantas ya que forma parte de los tejidos de sostén. La pared de una célula vegetal joven contiene aproximadamente un 40 % de celulosa; la madera un 50 %, mientras que el ejemplo más puro de celulosa es el algodón con un porcentaje mayor al 90 %.
A pesar de que está formada por glucosas, la mayoría de los animales no pueden utilizar la celulosa como fuente de energía, ya que no cuentan con la enzima necesaria para romper los enlaces β-1,4-glucosídicos; sin embargo, es importante incluirla en la dieta humana (fibra dietética) porque al mezclarse con las heces, facilita la digestión y defecación, así como previene los malos gases.
En el intestino de los rumiantes, de otros herbívoros y de termitas existen microorganismos, muchos metanógenos, que poseen una enzima llamada celulasa que rompe el enlace β-1,4-glucosídico y al hidrolizarse la molécula de celulosa quedan disponibles las glucosas como fuente de energía.
Hay microorganismos (bacterias y hongos) que viven libres y también son capaces de hidrolizar la celulosa. Tienen una gran importancia ecológica, pues reciclan materiales celulósicos como papel, cartón y madera. De entre ellos, es de destacar el hongo Trichoderma reesei, capaz de producir cuatro tipos de celulasas: las 1,4-β-D-glucancelobiohirolasas CBH i y CBH II y las endo-1,4-β-D-glucanasa EG I y EG II. Mediante técnicas biotecnológicas se producen esas enzimas que pueden usarse en el reciclado de papel, disminuyendo el coste económico y la contaminación.
Proceso de obtención de celulosa
La madera llega y es descortezada y astillada, y echada a la caldera de acopio y de allí a una clasificación de lavado donde se selecciona y blanquea, más tarde se seca y embala. Los sobrantes van a silos que después se usarán para dar energía.
Según el fin del papel se utilizan distintos métodos de obtención de la pulpa para su fabricación:
- Proceso Kraft o pulpeo Kraft, se trata con solución de sulfuro sódico e hidróxido sódico en relación 1:3 durante 2-6 h a temperaturas de 160-170 °C. Después, en ebullición, se añade sulfato sódico que posteriormente pasa a sulfuro sódico y se elimina.
- Método de la sosa: se usa hidróxido sódico para digerir el material.
- Método del sulfito: se digiere con solución de bisulfito cálcico con dióxido de azufre libre, y las ligninas se transforman en lignosulfonatos solubles.

### Lignina
La lignina es un polímero presente en las paredes celulares de organismos del reino Plantae y también en las Dinophytas del reino Chromalveolata. La palabra lignina proviene del término latino lignum, que significa ‘madera’; así, a las plantas que contienen gran cantidad de lignina se las denomina leñosas. La lignina se encarga de engrosar el tallo.
La lignina es utilizada por la industria de los plásticos.

## Propiedades físicas de la madera
Las propiedades físicas de la madera varían según la especie del árbol origen e incluso dentro de la misma especie por las condiciones del lugar de crecimiento. Aun así hay algunas características cualitativas comunes a casi todas las maderas.
La madera es un material anisótropo en muchas de sus características, por ejemplo en su resistencia o elasticidad.
Si al eje coincidente con la longitud del tronco le nombramos como axial y al eje que pasa por el centro del tronco (médula vegetal) y sale perpendicular a la corteza le llamamos transversal, podemos decir que la resistencia de la madera en el eje axial es de 20 a 200 veces mayor que en el eje transversal.
La madera es un material ortótropo ya que su elasticidad depende de la dirección de deformación.
Tiene un comportamiento higroscópico, pudiendo absorber humedad tanto del ambiente como en caso de inmersión en agua, si bien de forma y en cantidades distintas.
La polaridad de la madera le hace a fin con otros productos polares como agua, barnices, pegamentos con base de agua, etc.
La densidad de la madera varía notablemente entre especies. Una vez secas, hay especies que apenas alcanzan los 300 kg/m³ (Cecropia adenopus) mientras que otras pueden llegar a superar los 1200 kg/m³ (Schinopsis balansae). No obstante la densidad habitual de la mayoría de especies se encuentra entre los 500 y los 800 kg/m³ (peso seco). La densidad también puede variar significativamente en una misma especie, o incluso en un mismo árbol, en función de la altura del fuste y de la distancia al centro del tronco.

### Dureza de la madera
Según su dureza, la madera se clasifica en:
- Maderas duras: son aquellas que proceden de árboles de un crecimiento lento, por lo que son más densas y soportan mejor las inclemencias del tiempo que las blandas. Estas maderas proceden, por lo general, de árboles de hoja caduca, pero también pueden ser de hoja perenne, que tardan décadas, e incluso siglos, en alcanzar el grado de madurez suficiente para ser cortadas y poder ser empleadas en la elaboración de muebles o vigas de los caseríos o viviendas unifamiliares. Son mucho más caras que las blandas, debido a que su lento crecimiento provoca su escasez, pero son mucho más atractivas para construir muebles con ellas. También son muy empleadas para realizar tallas de madera o todo producto en el cual las maderas macizas de calidad son necesarias. Árboles que se catalogan dentro de este tipo: haya, roble, nogal, arce, carpe, teca, lapacho, etc.
- Maderas blandas: engloba a la madera de los árboles pertenecientes a la orden de las coníferas y otros de crecimiento rápido. La gran ventaja que tienen respecto a las maderas duras, es su ligereza y su precio mucho menor. No tienen una vida tan larga como las duras. La manipulación de las maderas blandas es mucho más sencilla, aunque tiene la desventaja de producir mayor cantidad de astillas. La carencia de veteado de esta madera le resta atractivo, por lo que casi siempre es necesario pintarla, barnizarla o teñirla. Algunas maderas blandas de amplio uso son: pino, abeto, abedul, chopo, ciprés, balso, etc.

El castaño tiene una dureza media y es muy flexible, por lo que puede ser incluido en ambos grupos.

## Producción y transformación de la madera
El primer producto de madera producido por el hombre data del año 5.255 a. C. Desde entonces ha recibido diversos usos:

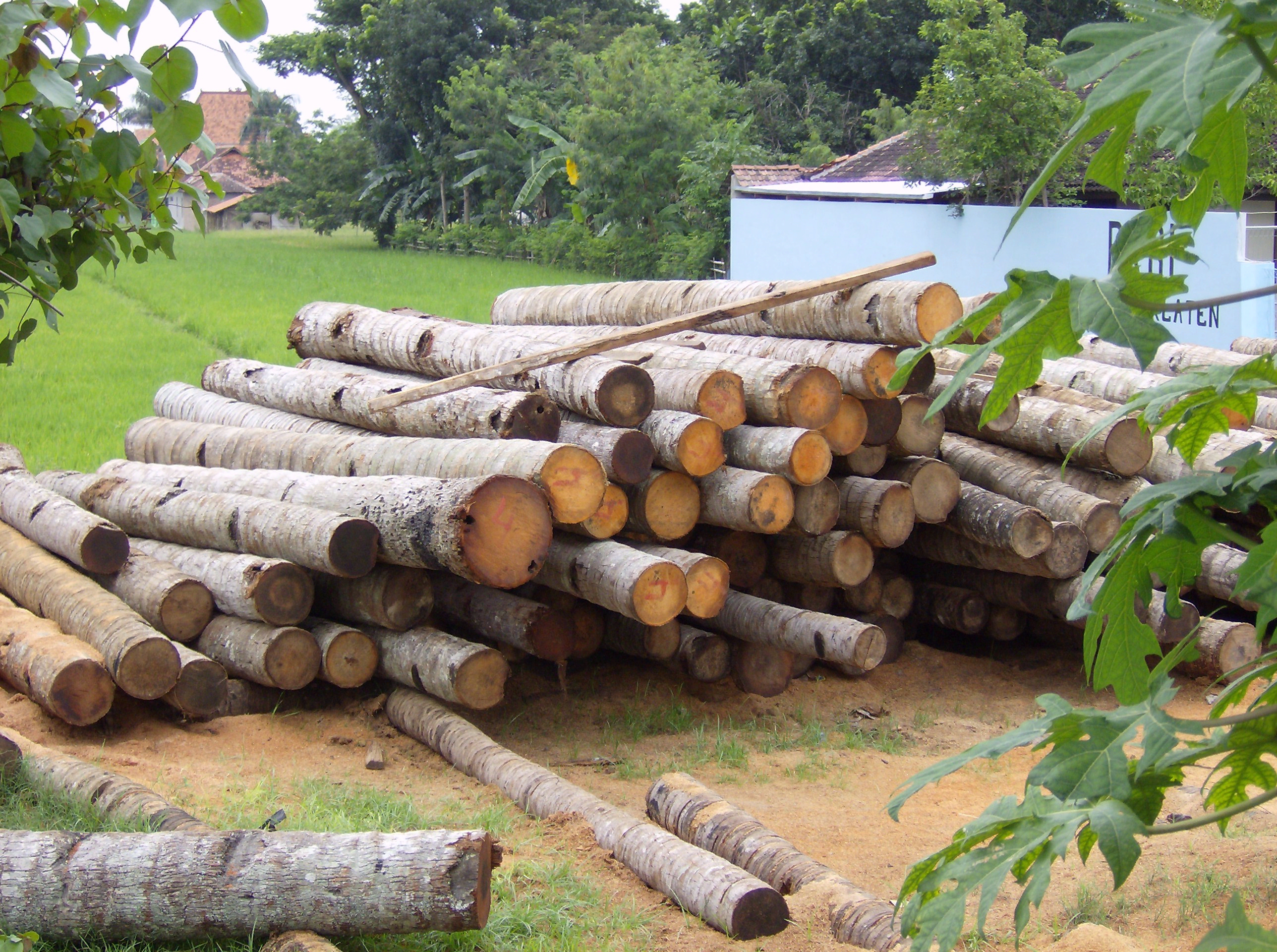
Troncos para madera apilados, en las islas de Java

- Apeo, corte o tala: leñadores con hachas o sierras eléctricas o de gasolina cortan el árbol, le quitan las ramas, raíces y corteza para que empiece a secarse. Se suele recomendar que los árboles se corten en invierno u otoño. Es obligatorio replantar más árboles que los que se cortaron.
- Transporte: es la segunda fase y es en la que la madera es transportada desde su lugar de corte al aserradero y en esta fase influyen muchas cosas como la orografía y la infraestructura que haya. Normalmente se hace tirando con animales o maquinaria pero hay casos en que hay un río cerca y se aprovecha para que los lleve, si hay buena corriente de agua se sueltan los troncos con cuidado de que no se atasquen pero si hay poca corriente se atan haciendo balsas que se guían hasta donde haga falta.
- Aserrado: en esta fase la madera es llevada a unos aserraderos. El aserradero divide en trozos el tronco, según el uso que se le vaya a dar después. Suelen usar diferentes tipos de sierra como por ejemplo, la sierra alternativa, de cinta, circular o con rodillos. Algunos aserraderos combinan varias de estas técnicas para mejorar la producción.
- Secado: este es el proceso más importante para que la madera esté en buen estado.

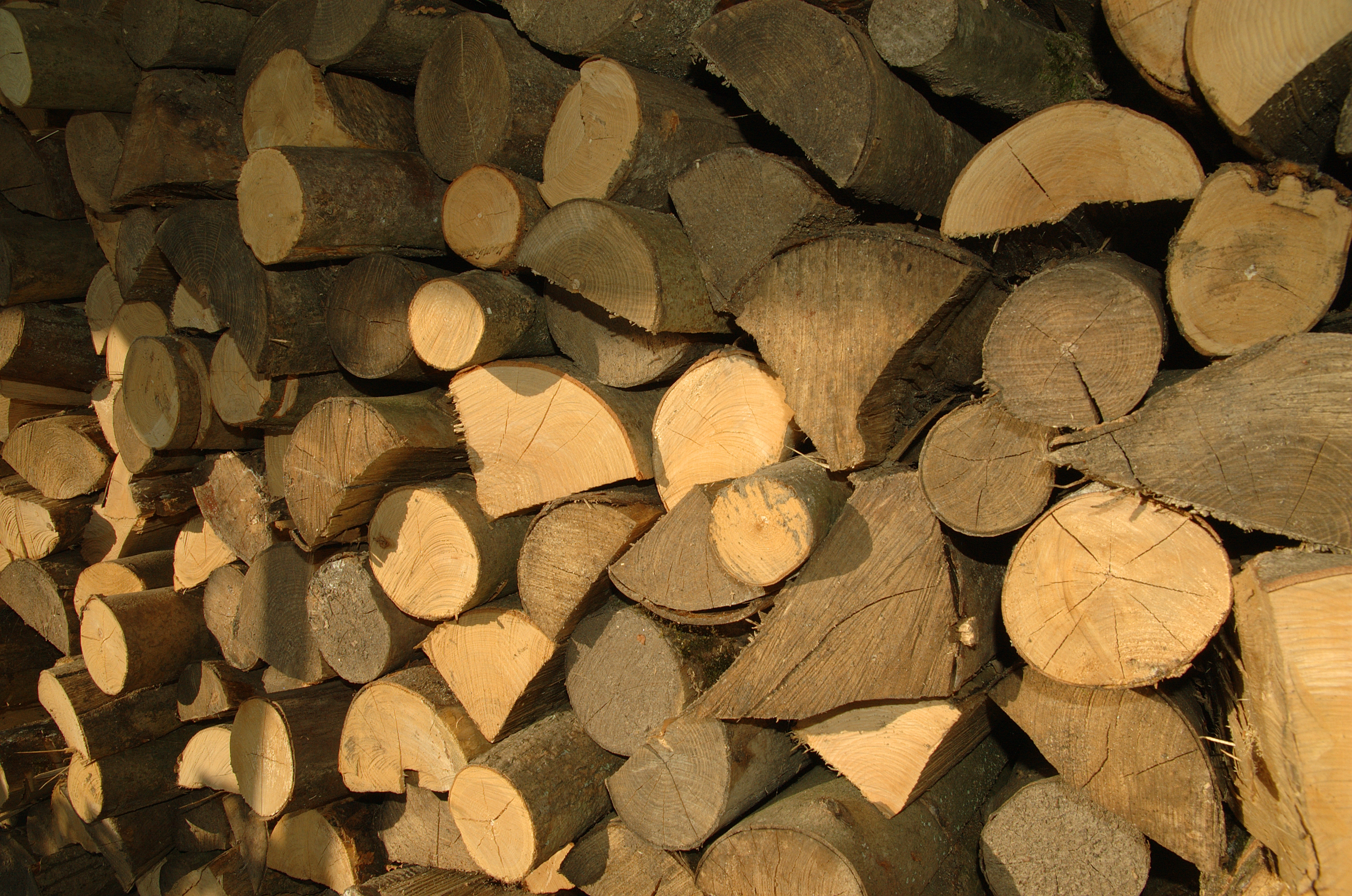
Secado de la madera

- Secado natural: se colocan los maderos en pilas separadas del suelo, con huecos para que corra el aire entre ellos, protegidos del agua y el sol para que así se vayan secando. Este sistema tarda mucho tiempo y eso no es rentable al del aserradero que demanda tiempos de secados más cortos.
- Secado artificial:

- Secado por inmersión: en este proceso se mete al tronco o el madero en una piscina, y debido al empuje del agua por uno de los lados del madero la savia sale empujada por el lado opuesto, consiguiendo eliminar la savia interior, evitando que el tronco se pudra. Esto priva a la madera de algo de dureza y consistencia, pero lo compensa en longevidad. El proceso dura varios meses, tras los cuales, la madera secará más deprisa debido a la ausencia de savia.

Secado al vacío: en este proceso la madera es introducida en unas máquinas de vacío. Es el más seguro y permite conciliar tiempos extremadamente breves de secado con además: 
- bajas temperaturas de la madera en secado;
- limitados gradientes de humedad entre el exterior y la superficie;
- eliminación del riesgo de fisuras, hundimiento o alteración del color;
- fácil utilización;
- mantenimiento reducido de la instalación.

Secado por vaporización: se meten los maderos en una nave cerrada a cierta altura del suelo por la que corre una nube de vapor de 80 a 100 °C; con este proceso se consigue que la madera pierda un 25% de su peso en agua, a continuación, se hace circular por la madera, una corriente de vapor de aceite de alquitrán, impermeabilizándola y favoreciendo su conservación. Es costoso pero eficaz.
Secado mixto: en este proceso se juntan el natural y el artificial: se empieza con un secado natural que elimina la humedad en un 20-25 % para proseguir con el secado artificial hasta llegar al punto de secado o de eliminación de humedad deseado.
Secado por bomba de calor: este proceso es otra aplicación del sistema de secado por vaporización, con la aplicación de la tecnología de bomba de calor al secado de la madera permite la utilización de un circuito cerrado de aire en el proceso, ya que al aprovecharse la posibilidad de condensación de agua por parte de la bomba de calor, de manera que no es necesaria la entrada de aire exterior para mantener la humedad relativa de la cámara de la nave ya que si no habría desfases de temperatura y humedad.
El circuito será el siguiente: el aire que ha pasado a través de la madera —frío y cargado de humedad— se hace pasar a través de una batería evaporadora —foco frío— por la que pasa el refrigerante (freón R-134a) en estado líquido a baja presión. El aire se enfría hasta que llegue al punto de roció y se condensa el agua que se ha separado de la madera. El calor cedido por el agua al pasar de estado vapor a estado líquido es recogido por el freón, que pasa a vapor a baja a presión. Este freón en estado gaseoso se hace pasar a través de un compresor, de manera que disponemos de freón en estado gaseoso y alta presión, y por lo tanto alta temperatura, que se aprovecha para calentar el mismo aire de secado y cerrar el ciclo. De esta manera disponemos de aire caliente y seco, que se vuelve a hacer pasar a través de la madera que está en el interior de la nave cerrada.
La gran importancia de este ciclo se debe a que al no hacer que entren grandes cantidades de aire exterior, no se rompa el equilibrio logrado por la madera, y no se producen tensiones, de manera que se logra un secado de alta calidad logrando como producto una madera maciza de alta calidad.

## Manufacturas de la madera

### Tableros aglomerados o conglomerados

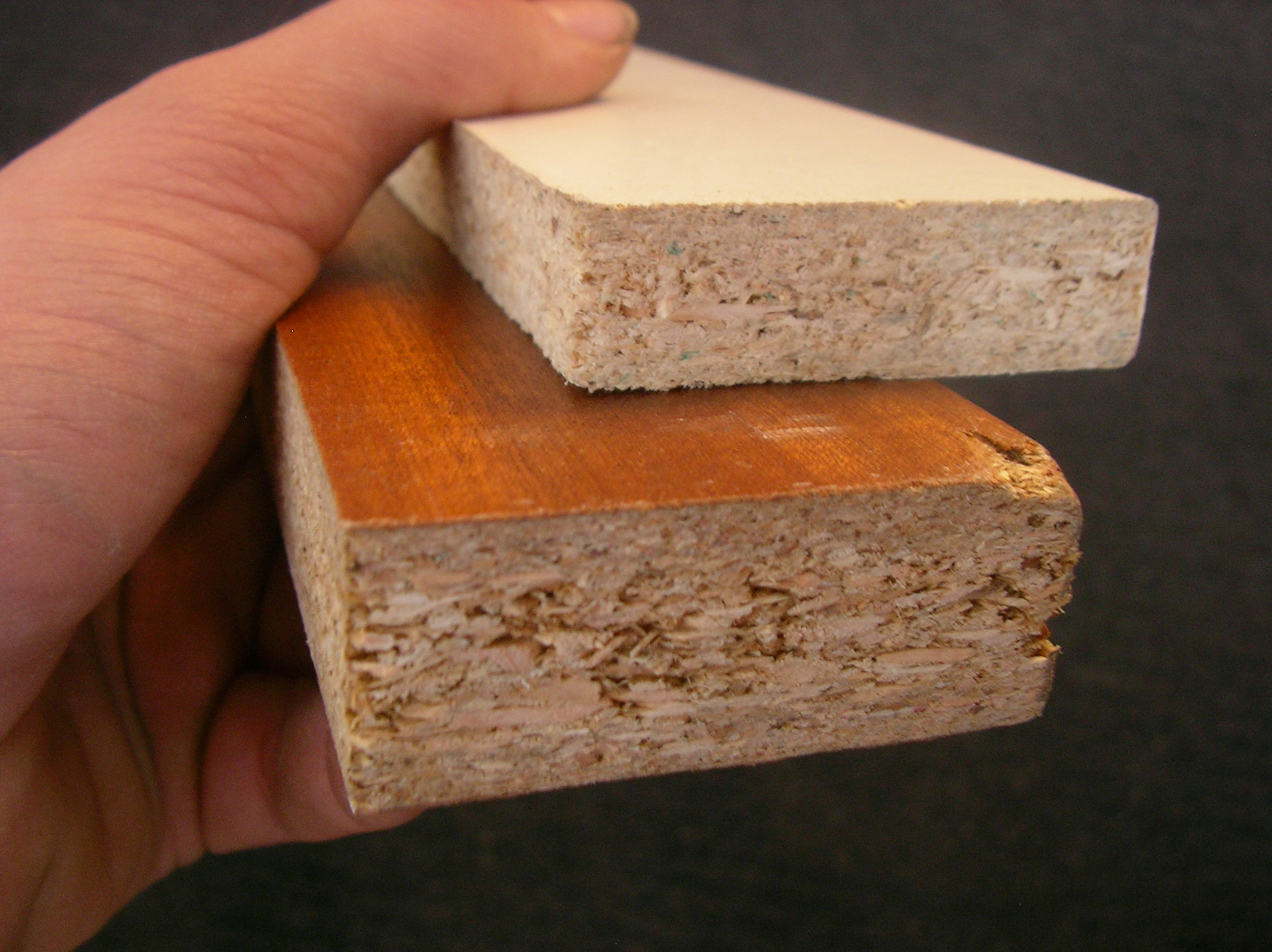
Tablas de aglomerado, con enchapado

Se obtiene a partir de pequeñas virutas o serrín, encoladas a presión en una proporción de 85 % virutas y 15 % cola principalmente. Se fabrican de diferentes tipos en función del tamaño de sus partículas, de su distribución por todo el tablero, así como por el adhesivo empleado para su fabricación. Por lo general se emplean maderas blandas más que duras por facilidad de trabajar con ellas, ya que es más fácil prensar blando que duro.
Los aglomerados son materiales estables y de consistencia uniforme, tienen superficies totalmente lisas y resultan aptos como bases para enchapados. Existe una amplia gama de estos tableros que van desde los de base de madera, papel o laminados plásticos. La mayoría de los tableros aglomerados son relativamente frágiles y presentan menor resistencia a la tracción que los contrachapados debido a que los otros tienen capas superpuestas perpendicularmente de chapa que ofrecen más aguante.
Este material es recomendable para construir todo tipo de muebles (funcionales o artísticos).
Estos tableros se ven afectados por el exceso de humedad, presentando dilatación en su grosor, dilatación que no se recupera con el secado. No es apto para exterior ni para sitios en condiciones húmedas, este tipo de madera, se hincha inmediatamente en contacto mínimo con el agua. En condiciones húmedas continuas los tableros se hinchan de tal manera que se llegan a deshacer. No obstante se fabrican modelos con alguna resistencia a condiciones de humedad.
Aunque se debe evitar el colocar tornillos por los cantos de este tipo de láminas, si fuese necesario, el diámetro de los tornillos no debe ser mayor a la cuarta parte del grosor del tablero, para evitar agrietamientos en el enchapado de las caras.
Además hay diferentes tipos de aglomerado:

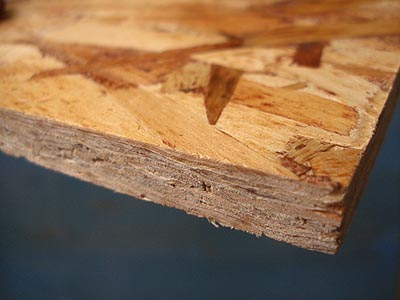
Oriented strand board (OSB)

- El aglomerado de fibras orientadas, también conocido como OSB (del inglés oriented strand board). Material de tres capas fabricado a base de virutas de gran tamaño, colocadas en direcciones transversales, simulando el efecto estructural del contrachapado. Es conocido por uno de sus nombres comerciales Aspenite.
- El aglomerado decorativo que se fabrica con caras de madera seleccionada, laminados plásticos o melamínicos. Para darle acabado a los cantos de estas láminas se comercializan cubrecantos que vienen con el mismo acabado de las caras.
- El aglomerado de tres capas que tiene una placa núcleo formada por partículas grandes que van dispuestas entre dos capas de partículas más finas de alta densidad. Su superficie es más suave y recomendada para recibir pinturas.
- El aglomerado de una capa que se realiza a partir de partículas de tamaño semejante distribuidas de manera uniforme. Su superficie es relativamente basta. Es recomendable para enchapar pero no para pintar directamente sobre él.

### Tableros de chapas

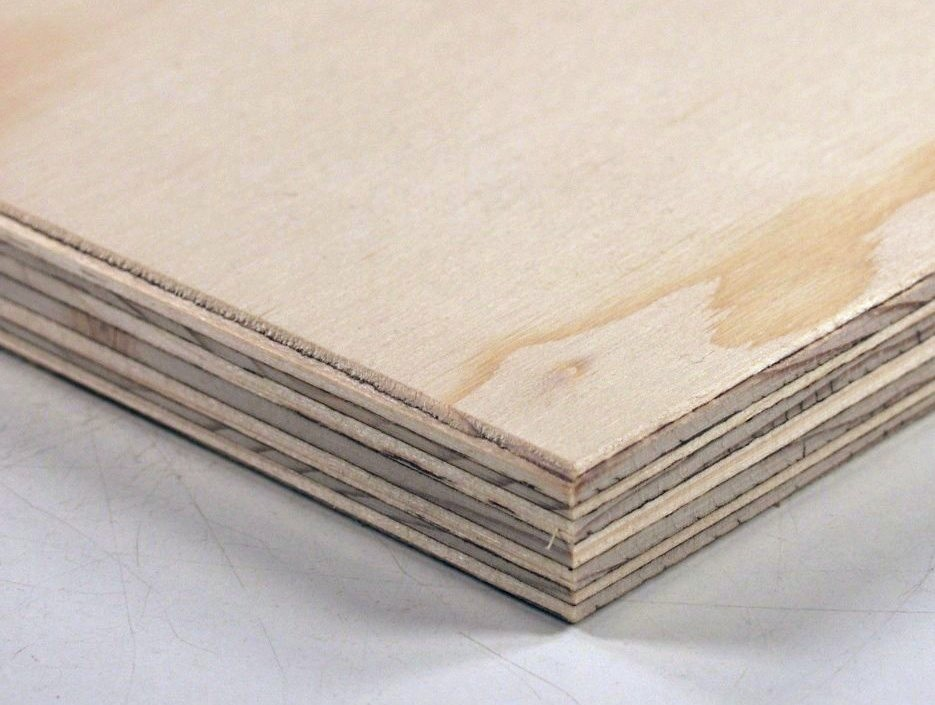
Contrachapado

Un tablero o lámina de madera maciza es relativamente inestable y experimentará movimientos de contracción y dilatación, de mayor manera en el sentido de las fibras de la madera, por esta razón es probable que sufra distorsiones. Para contrarrestar este efecto los contrachapados se construyen pegando las capas con las fibras transversalmente una sobre la otra, alternadamente. La mayoría de los contrachapados están formados por un número impar de capas para formar una construcción equilibrada. Las capas exteriores de un tablero se denominan caras y la calidad de estas se califica por un código de letras que utiliza la A como la de mejor calidad, la B como intermedia y la C como la de menor calidad. La cara de mejor calidad de un tablero se conoce como «cara anterior» y la de menor como «cara posterior» o reverso. Por otra parte la capa central se denomina «alma». Esto se hace para aumentar la resistencia del tablero o de la pieza que se esté haciendo.
Chapas
Se denomina chapa precompuesta a una lámina delgada de madera que se obtiene mediante la laminación de un bloque de chapas a partir del borde del bloque, es decir, a través de las capas de madera prensadas juntas. Las tiras de las chapas originales se convierten en el grano de la chapa precompuesta, obteniéndose un grano que es perfectamente recto u homogéneo.
Al manipular el contorno de las láminas que se han de prensar, se pueden obtener muy variadas configuraciones y aspectos muy atractivos. Algunas o todas las láminas constituyentes pueden ser teñidas antes de unirlas, de manera que se obtengan aspectos o colores muy llamativos.

### Tableros de fibras

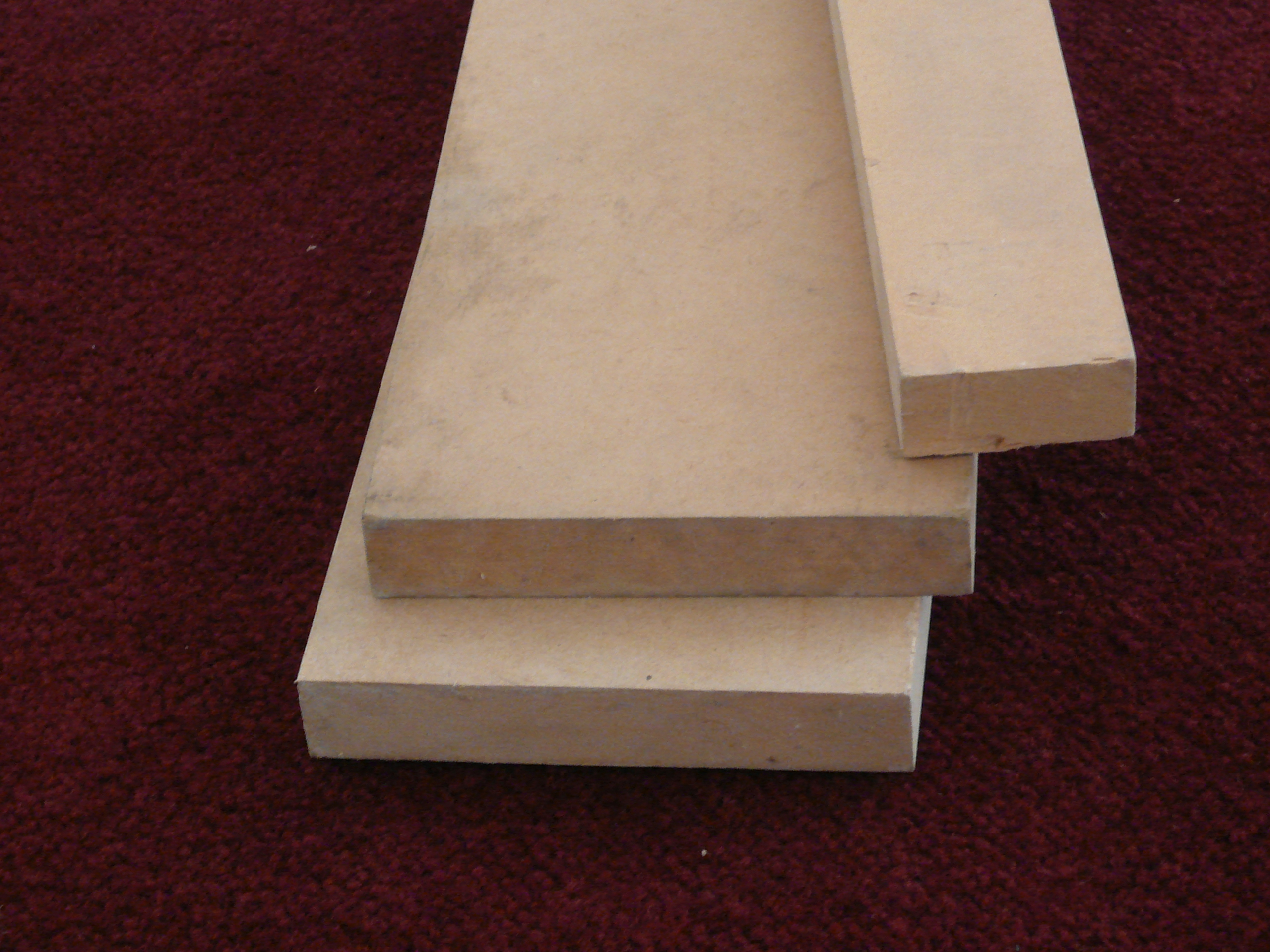
Tablero de fibra de densidad media

Los tableros de fibras se construyen a partir de maderas que han sido reducidas a sus elementos fibrosos básicos y posteriormente reconstituidas para formar un material estable y homogéneo. Se fabrican de diferente densidad en función de la presión aplicada y el aglutinante empleado en su fabricación.
Se pueden dividir en dos tipos principales, los de alta densidad, que utilizan los aglutinantes presentes en la misma madera, que a su vez se dividen en duros y semiduros, y los de densidad media, que se sirven de agentes químicos ajenos a la madera como aglutinante de las fibras.
Se dividen en varios tipos:
- Tableros de fibras duros.
- Tableros semiduros, entre los que se encuentran los de baja densidad (DB) que oscilan entre 6 mm y 12 mm y se utilizan como recubrimientos y para paneles de control, y los de alta densidad (DA), que se utilizan para revestimientos de interiores.
- Tableros de fibras de densidad media caracterizados por tener ambas caras lisas y que se fabrica mediante un proceso seco. Las fibras se encolan gracias a un adhesivo de resina sintética. Estos tableros pueden trabajarse como si se tratara de madera maciza. Constituyen una base excelente para enchapados y reciben bien las pinturas. Se fabrican en grosores entre 3 mm y 32 mm.
- Tableros de fibras.

## Usos
- Pavimentos : La madera se ha usado como material en pavimentos de madera desde tiempos antiguos, debido a su ductilidad y aislamiento, pero no es hasta el siglo XVII cuando se extiende a través de Europa. Ejemplos incluyen el parqué, pavimento cosmatesco y la marquetería.
- Menaje: vajillas, cuberterías.
- Carpintería.
- Medicina.

## Agentes nocivos para la madera
El deterioro de la madera es un proceso que altera las características de esta. En amplios términos, puede ser atribuida a dos causas primarias: 
- agentes bióticos (que viven)
- agentes abióticos (que no viven) (pueden ser físicos, químicos, atmosféricos).

En la mayoría de los casos, el deterioro de la madera es una serie continua, donde las acciones de degradación son uno o más agentes que alteran las características de la madera al grado requerido para que otros agentes ataquen. La familiaridad del inspector con los agentes de deterioro es una de las ayudas más importantes para la inspección eficaz. Con este conocimiento, la inspección se puede acercar con una visión cuidadosa de los procesos implicados en el daño y los factores que favorecen o inhiben su desarrollo.